# Adenarake
Adenarake, maleni rod tropskog bilja na zapadu bazena Amazone u Brazilu i Venezueli.

## Vrste
1. Adenarake macrocarpa C. Sastre
2. Adenarake muriculata Maguire & Wurdack